# Yasmin Knoch
Yasmin Knoch (Soufrière, 27 settembre 1986) è una cantante tedesca conosciuta soprattutto con i nomi di Y-Ass o di Yasmin K..

## Biografia
La carriera di Y-Ass inizia nel 2001 quando partecipa al programma della rete televisiva tedesca RTL 2 intitolato Popstars. Comincia a lavorare con il padre Oliver Knock proprietario della Kombo Goombay Dance Band a dopo quattro anni di pausa esce con un album creato insieme al dj tedesco Alex C., con il quale nel 2003 aveva anche creato la canzone Angel Of Darkness colonna sonora dell'omonimo gioco di Tomb Raider, dalla quale uscirà il singolo Du Hast Den Schönsten Arsch Der Welt (Tu hai il più bel culo del mondo) che sarà tradotto anche in inglese (You Got The Sweetest Ass In The World) e in spagnolo (Tu Tienes El Culo Mas Bello Del Mondo); la canzone farà anche parte della colonna sonore della versione tedesca del film Alvin Superstar.

## Discografia

### Album studio
| Anno | Titolo                        | Classifiche | Classifiche | Classifiche |
| Anno | Titolo                        | Germania    | Austria     | Svizzera    |
| ---- | ----------------------------- | ----------- | ----------- | ----------- |
| 2008 | Euphorie (Alex C. feat. Yass) | 20          | 19          | -           |

### Singoli
| Anno | Titolo                                                       | Classifiche | Classifiche | Classifiche | Classifiche | Classifiche | Classifiche |
| Anno | Titolo                                                       | Germania    | Austria     | Svizzera    | Belgio      | Svezia      | Paesi Bassi |
| ---- | ------------------------------------------------------------ | ----------- | ----------- | ----------- | ----------- | ----------- | ----------- |
| 2002 | "Rhythm of the Night" (Alex C. feat. Yasmin K.)              | 28          | 28          | 81          | -           | -           | -           |
| 2002 | "Amigos Forever" (Alex C. feat. Yasmin K.)                   | 35          | −           | 86          | -           | -           | -           |
| 2003 | "Angel of Darkness" (Alex C. feat. Yasmin K.)                | 21          | 39          | −           | -           | -           | -           |
| 2007 | "Du hast den schönsten Arsch der Welt" (Alex C. feat. Y-Ass) | 1           | 1           | 50          | 27          | 57          | 38          |
| 2008 | "Doktorspiele" (Alex C. feat. Y-Ass)                         | 4           | 3           | −           | -           | -           | -           |
| 2008 | "Du bist so porno" (Alex C. feat. Y-Ass)                     | 21          | 12          | −           | -           | -           | -           |
| 2009 | "Dancing is like Heaven" (Alex C. feat. Y-Ass)               | 41          | 41          | −           | -           | -           | 98          |